# Julián Sánchez Melgar
Julián Artemio Sánchez Melgar (Palencia, 19 de septiembre de 1955) es un jurista español, doctor en Derecho por la Universidad de La Coruña y magistrado de la Sala Segunda del Tribunal Supremo. Fue fiscal general del Estado desde diciembre de 2017 hasta junio de 2018, además de miembro del Consejo de Estado.

## Biografía
Licenciado en Derecho por la Universidad de Valladolid, y doctor en Derecho por la Universidad de La Coruña, con premio extraordinario.
Accedió a la carrera judicial en 1983 (promoción 29ª), siendo destinado a los juzgados de Reinosa, Miranda de Ebro y Mataró, ascendiendo a magistrado por el turno de pruebas selectivas, en 1987 (número 2 de su promoción). Destinado en la entonces Audiencia Territorial de Barcelona (antecedente de los Tribunales Superiores de Justicia), ha servido como Juez Decano de los Juzgados de Santander por elección de sus compañeros, magistrado de la Sala Civil y Penal del Tribunal Superior de Justicia de Cantabria (1993), presidente de la Audiencia Provincial de Ávila (1993-2000), y magistrado de la Sala Segunda del Tribunal Supremo por el turno de pruebas selectivas del artículo 344. a) de la Ley Orgánica del Poder Judicial.
Ha sido Vocal del Consejo Rector de la Escuela Judicial y fue magistrado de control suplente del Centro Nacional de Inteligencia, hasta su sustitución en diciembre de 2017 por su nombramiento como fiscal general del Estado.
El 24 de noviembre de 2017 fue designado por el Gobierno de Mariano Rajoy como futuro fiscal general del Estado, en sustitución de José Manuel Maza Martín, fallecido repentinamente en Argentina seis días antes. El 7 de diciembre de 2017, tras pasar la evaluación del Consejo General del Poder Judicial y de las Cortes Generales, el gobierno aprobó su nombramiento, juró su cargo el 11 de diciembre y tomó posesión el 12.
El 25 de enero de 2018 tomó posesión como miembro nato del Consejo de Estado.
En junio de 2018 resulta cesado de su cargo como fiscal general del Estado regresando a su anterior plaza en la Sala Segunda del Tribunal Supremo como consecuencia del cambio de Gobierno.
Sus reconocimientos jurídicos no terminarían con su regreso a la Carrera Judicial, concediéndosele en 2019 tres grandes honores: la Gran Cruz de la Orden de San Raimundo de Peñafort, Mención Especial Soledad Cazorla del Observatorio contra la Violencia de Género y Diploma e Insignia de Oro del Ilustre Colegio de Abogados de Palencia.
Actualmente es Vicepresidente de la Asociación de Juristas y Profesionales del Derecho San Raimundo de Peñafort.
Pertenece en excedencia al Cuerpo Superior de Letrados de la Administración de Justicia.

## Asuntos
Ha sido ponente en el caso Nevenka Fernández contra Ismael Álvarez, y en el pleno del día 23 de julio de 2014 (narco-barcos). 
Ha intervenido en el caso del Yak-42, en el caso Ibarretxe y López, en la petición de suplicatorio para Bárcenas y Merino. Ha intervenido con voto particular en el caso Botín y en el caso Atutxa. También ha intervenido en el caso de la Memoria Histórica contra Baltasar Garzón, en el caso Marta del Castillo, en la delimitación de la Justicia Universal y en el archivo del caso Pablo Iglesias (sobre financiación ilegal). Fue también ponente en el asunto del accidente en el Madrid Arena en 2012, precursor de la compatibilidad entre la agravante de género y la circunstancia mixta de parentesco así como ponente del Caso Gabriel Cruz.

#### Doctrina Parot
Fue ponente y principal defensor de la doctrina Parot, pensada para imponer el cumplimiento íntegro de las penas a etarras y otros condenados por delitos graves. A pesar de haber sido avalada por el Tribunal Constitucional, la doctrina Parot fue recurrida por Inés del Río y anulada por el Tribunal Europeo de Derechos Humanos, al considerar que vulneraba los artículos 5.1 y 7 del Convenio Europeo de Derechos Humanos.

#### Caso del proceso soberanista
El 31 de octubre de 2017, la Fiscalía presentó una querella contra los miembros aforados del proceso soberanista de Cataluña después de la disolución del Parlament; es decir, contra su presidenta Carme Forcadell y el resto de los miembros de la Mesa del Parlament que habían votado la tramitación de la declaración de independencia y algunos miembros del gobierno de Cataluña. La Sala de Admisión del Tribunal Supremo se declaró competente y designó a Llarena como magistrado instructor. Entre los cinco miembros del Tribunal Supremo que votaron a favor de la admisión de la querella del fiscal general, estaba Sánchez Melgar que, a la muerte de Maza, pasó a estar al frente de la Fiscalía.

## Publicaciones
Cuenta con numerosas publicaciones científicas en revistas especializadas y obras conjuntas, destacando los libros dedicados al estudio del Código Penal (Sepín Editorial Jurídica, 2016, cuatro ediciones), Ley de Enjuiciamiento Criminal (Sepín Editorial Jurídica, 2010) y su tesis doctoral, Inviolabilidad e Inmunidad Parlamentaria (publicada por LA LEY, 2012). Además, cabe destacar su manual de Derecho Penal publicado por la Universidad Católica de Ávila para la preparación del Examen de Acceso a la Abogacía (EACA).

## Distinciones honoríficas
- Cruz Distinguida de 1ª clase de la Orden de San Raimundo de Peñafort.
- Gran Cruz de la Orden de San Raimundo de Peñafort.
- Académico correspondiente de la Real Academia de Jurisprudencia y Legislación de España.
- Académico de Número de la Institución Gran Duque de Alba de Ávila.
- Cruz al Mérito Profesional (distintivo blanco) otorgado por la Asociación Profesional de Jefes de la Policía Local de Cantabria.
- Embajador de la Asociación de Familiares de Enfermos de Alzheimer de Ávila (AFÁVILA).
- Socio Honor de Asociación de Familiares de Enfermos de Alzheimer de Palencia (AFAPALENCIA).
- Director "ad honorem" de todos los cursos de Formación Jurídica de la Cámara de Comercia e Industria de Torrelavega (Cantabria).
- Orden al Mérito Policial, con distintivo blanco (18 de septiembre de 1998), por su colaboración docente con la Escuela Nacional de Policía de Ávila.
- Distinción de la Asociación de Asistencia a Mujeres Violadas de Cantabria, en su X Aniversario, en reconocimiento a la colaboración destacada con esa Asociación. Cantabria, 1999.
- Cruces del Mérito Militar con Distintivo Blanco. 5 de enero de 2012.
- Medalla al Mérito de la Asociación Escala de Suboficiales de la Guardia Civil, por su colaboración en docencia para dicha Asociación, mayo de 2010.
- Socio de Honor de Asociación Escala de Suboficiales (10 de marzo de 2012).
- Agradecimiento especial Asociación Ayuda y Orientación a los Afectados por Accidentes de Tráfico. STOP ACCIDENTES (Barcelona, a 3 de diciembre de 2008).
- Mediador de Honor de la Asociación Española de Mediación 'ASEMED' (22 de noviembre de 2018).
- Embajador de la Asociación Española de Mediación 'ASEMED' (23 de noviembre de 2023).
- Premio Colegio Oficial de Odontólogos y Estomatólogos de la I Región por su colaboración y defensa de los derechos de los ciudadanos (12 de diciembre de 2018).
- Miembro fundador del Comité Científico de la Cátedra de Estudios Policiales Universidad Católica de Ávila (27 de julio de 2019).
- Diploma e Insignia de Oro del Ilustre Colegio de Abogados de Palencia (25 de octubre de 2019).
- Mención Especial Soledad Cazorla del Observatorio contra la Violencia de Género (26 de noviembre de 2019).
- Miembro fundador del Comité Científico de la Cátedra de Estudios Policiales - Universidad Católica de Ávila (27 de julio de 2019).
- Padrino del Acuerdo de Hermanamiento entre los municipios de Villaldemiro (Burgos) y Autillo de Campos (Palencia) -9 de julio y 13 de agosto de 2021-.
- Premio SERVIR. Rotary Club de Palencia (26 de septiembre de 2022)
- Comparecencia en el Congreso de los Diputados, a propuesta de su Presidencia, para la actualización del Pacto de Estado en materia de violencia de género (17 de enero de 2023).
- VII Premios Confilegal: Reconocimiento a la Independencia Judicial (3 de diciembre de 2024).